# Liber

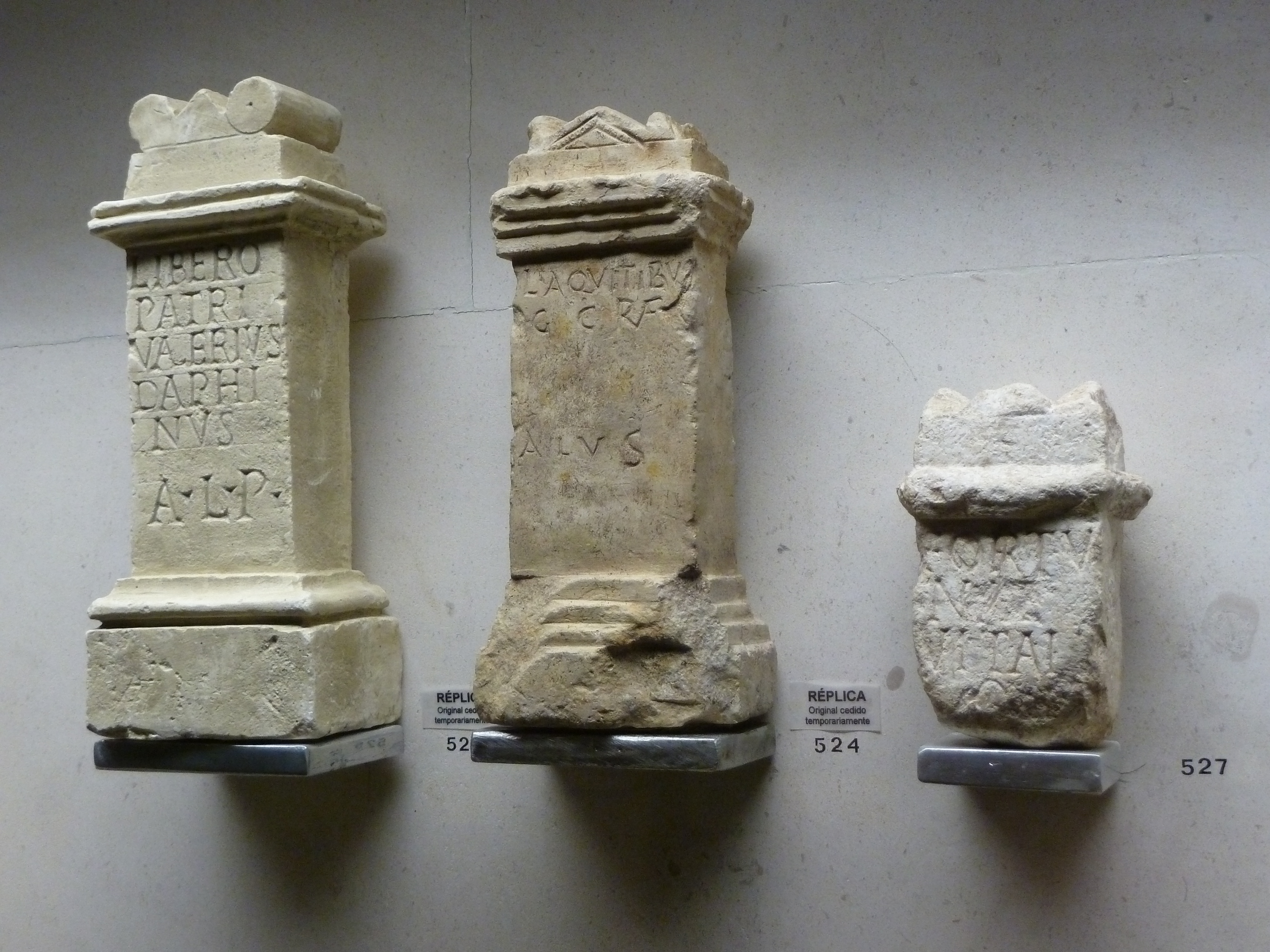
Três pilares votivos romanos; o da esquerda diz Libero Patri Valerius Daphinus a[nimo] l[ibens] p[osuit]: "Valério Dafino ergue [este monumento] para Liber Pater por sua própria vontade."

Na antiga religião romana e mitologia, Liber (latim: [ˈliːbɛr]; "o livre"), também conhecido como Liber Pater ("o Pai livre"), foi um deus da viticultura e do vinho, da fertilidade masculina e da liberdade. Ele era uma divindade patrona dos plebeus de Roma e fazia parte de sua Tríade Aventina. Seu festival de Liberália (17 de março) tornou-se associado à liberdade de expressão e aos direitos inerentes à maioridade. Seu culto e funções estavam cada vez mais associados às formas romanizadas do grego Dioniso/Baco, cuja mitologia ele passou a compartilhar.

## Etimologia
O nome Līber ('livre') deriva do proto-itálico *leuþero, e ultimamente do proto-indo-europeu *h₁leudʰero ('pertencente ao povo', portanto 'livre').

## Origens e estabelecimento
Antes de sua adoção oficial como uma divindade romana, Liber era companheiro de duas deusas diferentes em dois cultos de fertilidade italianos separados e arcaicos; Ceres, uma deusa agrícola e da fertilidade dos vizinhos helenizados de Roma, e Libera, que era o equivalente feminino de Liber. Na antiga Lavínio, ele era uma divindade fálica. O latim liber significa "livre" ou "o livre"; quando associado a "pater", significa "O Pai Livre", que personifica a liberdade e defende os direitos inerentes a ela, em oposição à servidão dependente. "Liber" também é entendido em termos de "libação", a oferta ritual de bebida, relacionada ao grego "spondé" e ao inglês "gastar". Escritores romanos do final da República e do início do Império oferecem várias especulações etimológicas e poéticas baseadas neste tropo, para explicar certas características do culto de Liber.
Liber entrou na tradição histórica de Roma logo após a derrubada da monarquia romana, o estabelecimento da República e a primeira de muitas secessões plebeias ameaçadas ou reais da autoridade patrícia de Roma. De acordo com Lívio, o ditador A. Postúmio prometeu jogos (ludi) e um templo público conjunto a uma Tríade de Ceres, Liber e Libera no Monte Aventino de Roma, c. 496 a.C. Em 493, o voto foi cumprido: o novo templo do Aventino foi dedicado e ludi scaenici (dramas religiosos) foram realizados em homenagem a Liber, para o benefício do povo romano. Esses primeiros ludi scaenici foram sugeridos como os primeiros do gênero em Roma e podem representar o primeiro festival oficial do Liber, ou uma forma inicial do festival Liberália. O desenvolvimento formal e oficial da Tríade Aventina pode ter encorajado a assimilação de suas divindades individuais aos equivalentes gregos: Ceres a Deméter, Liber a Dioniso e Libera a Perséfone ou Kore.
O patrocínio de Liber à maior e menos poderosa classe de cidadãos de Roma (a plebe, ou plebeus) o associa a formas particulares de desobediência plebeia à autoridade civil e religiosa reivindicada pela elite patrícia republicana de Roma. A Tríade Aventina foi descrita como paralela à Tríade Capitolina de Júpiter, Marte e Quirino no Monte Capitolino, dentro dos limites sagrados da cidade (pomério): e como sua "cópia e antítese". A Tríade Aventina foi aparentemente instalada a mando dos Livros Sibilinos, mas a posição de Liber dentro dela parece equívoca desde o início. Ele era um deus da uva e do vinho; seus primeiros ludi scaenici virtualmente definiram seu gênero a partir de então como teatro satírico e subversivo em um contexto religioso legal. A Tríade Aventina foi aparentemente instalada a mando dos Livros Sibilinos, mas a posição de Liber dentro dela parece equívoca desde o início. Ele era um deus da uva e do vinho; seus primeiros ludi scaenici virtualmente definiram seu gênero a partir de então como teatro satírico e subversivo em um contexto religioso legal. Alguns aspectos de seus cultos permaneceram potencialmente não romanos e ofereceram um foco para a desobediência civil. Liber afirmou os direitos plebeus à libertação extática, à autoexpressão e à liberdade de expressão; ele era Liber Pater, o Pai Livre – uma personificação divina da liberdade, pai da sabedoria plebeia e do augúrio plebeu.

### Liber, Baco e Dioniso
As associações de Liber com vinho, embriaguez, liberdade desenfreada e subversão dos poderosos fizeram dele um equivalente próximo do deus grego Dioniso, que foi romanizado como Baco. Na cultura greco-romana, Dioniso foi eufemizado como uma figura histórica, um salvador heróico, viajante do mundo e fundador de cidades; e conquistador da Índia, de onde retornou no primeiro triunfo, puxado em uma carruagem dourada por tigres, acompanhado por um séquito de sátiros e mênades bêbadas. Em alguns cultos, e provavelmente no imaginário popular, Liber foi gradualmente assimilado a Baco e veio a compartilhar sua iconografia e mitos "dionisíacos" romanizados. Plínio o chama de "o primeiro a estabelecer a prática de comprar e vender; ele também inventou o diadema, o emblema da realeza, e a procissão triunfal." Mosaicos e sarcófagos romanos atestam várias representações dessa exótica procissão triunfal. Em fontes literárias romanas e gregas do final da República e da era Imperial, vários triunfos notáveis apresentam elementos processionais semelhantes, distintamente "báquicos", relembrando o supostamente histórico "Triunfo de Liber".

### Liber e o Bacanal de 186 a.C.
Muito pouco se sabe sobre os cultos oficiais e não oficiais de Liber durante o início e o meio da era republicana. Seus elementos dionisíacos ou báquicos parecem ter sido considerados toleravelmente antigos, caseiros e administráveis pelas autoridades romanas até 186 a.C., logo após o fim da Segunda Guerra Púnica. Lívio, escrevendo 200 anos após o evento, faz um relato altamente teatral da introdução dos Bacanais por um adivinho estrangeiro, um "grego de condição mesquinha... um baixo operador de sacrifícios". O culto se espalha em segredo, "como uma praga". As classes mais baixas, plebeus, mulheres, os jovens, moralmente fracos e homens efeminados ("homens mais parecidos com mulheres") são particularmente suscetíveis: todas essas pessoas têm leuitas animi (mentes inconstantes ou sem educação), mas mesmo a elite de Roma não é imune. As sacerdotisas dos Bacanais incitam seu rebanho iludido a quebrar todas as barreiras sociais e sexuais, até mesmo a aplicar assassinatos rituais àqueles que se opõem a elas ou traem seus segredos: mas um servo leal revela tudo a um senado chocado, cujo raciocínio rápido, ações sábias e piedade salvam Roma da ira divina e do desastre que ela teria sofrido de outra forma. As dramatis personae, os floreios estilísticos e os tropos de Lívio provavelmente se baseiam em peças satíricas romanas e não nos próprios bacanais.
Os cultos dos Bacanais podem ter desafiado os valores tradicionais, e oficiais de Roma e sua moralidade, mas eles foram praticados na Itália romana como cultos dionisíacos por várias décadas antes de sua suposta revelação, e provavelmente não eram mais secretos do que qualquer outro culto misterioso. No entanto, sua presença no Aventino provocou uma investigação. A consequente legislação contra eles – o Senatus consultum de Bacchanalibus de 186 a.C. – foi elaborada como se fosse uma resposta a uma emergência nacional e religiosa terrível e inesperada, e sua execução foi sem precedentes em rigor, amplitude e ferocidade. A erudição moderna interpreta essa reação como a afirmação do senado de sua própria autoridade civil e religiosa em toda a península italiana, após a recente Guerra Púnica e a subsequente instabilidade social e política. O culto era oficialmente representado como o funcionamento de um estado secreto e ilícito dentro do estado romano, uma conspiração de sacerdotisas e desajustados, capazes de qualquer coisa. O próprio Baco não era o problema; como qualquer divindade, ele tinha o direito de culto. Em vez de arriscar sua ofensa divina, os Bacanais não foram banidos de imediato. Elas foram obrigados a se submeter à regulamentação oficial, sob ameaça de penalidades ferozes: acredita-se que cerca de 6.000 pessoas foram condenadas à morte. Os cultos báquicos reformados tinham pouca semelhança com os bacanais lotados, extáticos e desinibidos: cada reunião de culto era restrita a cinco iniciados e cada uma só podia ser realizada com o consentimento de um pretor. Um desgaste semelhante pode ter sido imposto aos cultos de Liber; tentativas de separá-lo de associações percebidas ou reais com os Bacanais parecem claras a partir da transferência oficial da Liberália ludi de 17 de março para a Cereália de Ceres de 12 a 19 de abril. Assim que a ferocidade da repressão oficial diminuiu, os jogos da Liberália foram oficialmente restaurados, embora provavelmente de forma modificada. Os bacanais ilícitos persistiram secretamente por muitos anos, particularmente no sul da Itália, seu provável local de origem.

## Festivais, cultos e sacerdócios
Liber era intimamente, muitas vezes, identificado de forma intercambiável com Baco, Dioniso e sua mitologia, mas não era totalmente subsumido por eles; no final da era republicana, Cícero pôde insistir na "não identidade de Liber e Dioniso" e descrever Liber e Libera como filhos de Ceres. Liber, como seus companheiros aventinos, levou elementos de seus cultos mais antigos para a religião romana oficial. Ele protegeu vários aspectos da agricultura e da fertilidade, incluindo a videira e a "semente macia" de suas uvas, vinho e recipientes para vinho, e fertilidade e virilidade masculinas. Como seu poder divino estava encarnado na videira, na uva e no vinho, foi-lhe oferecida a primeira e sagrada prensagem da colheita da uva, conhecida como sacrima.
O vinho produzido sob o patrocínio de Liber era seu presente para a humanidade e, portanto, adequado para uso profano (não religioso): ele podia ser misturado com vinho velho para fins de fermentação e, de outra forma, adulterado e diluído de acordo com o gosto e as circunstâncias. Para propósitos religiosos, era ritualmente "impuro" (vinum spurcum). A lei religiosa romana exigia que as libações oferecidas aos deuses em seus cultos oficiais fossem vinum inferum, um vinho forte de safra pura, também conhecido como temetum. Era feito do melhor da colheita, selecionado e prensado sob o patrocínio da divindade soberana de Roma, Júpiter, e purificado ritualmente por seu flâmen (sacerdote sênior). O papel de Liber na vinicultura e na produção de vinho era, portanto, complementar e subserviente ao de Júpiter.
Liber também personificava o poder procriador masculino, que era ejaculado como a "semente macia" do sêmen humano e animal. Seus templos continham a imagem de um falo; em Lavínio, esse era o foco principal de seu festival de um mês, quando, de acordo com Santo Agostinho, o "membro desonroso" era colocado "em um pequeno carrinho" e levado em procissão ao redor dos santuários locais da encruzilhada, depois para o fórum local para sua coroação por uma matrona honrada. Os ritos garantiam o crescimento das sementes e repeliam qualquer encantamento malicioso (fascinatus) do campo.
Os festivais de Liber são cronometrados para o despertar da primavera e renovação da fertilidade no ciclo agrícola. Em Roma, seu festival público anual da Liberália era realizado em 17 de março. Um santuário portátil era levado pelos bairros de Roma (vici); as sacerdotisas idosas e coroadas de hera de Liber (Sacerdos Liberi) ofereciam bolos de mel para venda e ofereciam sacrifícios em nome daqueles que os compravam — a descoberta do mel foi creditada a Liber-Baco. Incorporadas à Liberália, mais ou menos em um nível ritualístico, estavam as várias liberdades e direitos vinculados às ideias romanas de virilidade como uma força divina e natural. Os jovens homens celebravam sua maioridade; eles cortavam e dedicavam suas primeiras barbas aos Lares de sua casa e, se fossem cidadãos, usavam sua primeira toga virilis, a toga "viril" — que Ovídio, talvez por etimologia poética, chama de toga libera (toga de Liber ou "toga da liberdade"). Esses novos cidadãos registravam sua cidadania no fórum e ficavam livres para votar, deixar o domus (casa) de seus pais, escolher um parceiro para o casamento e, graças à dotação de virilidade de Liber, gerar seus próprios filhos. Esses novos cidadãos registravam sua cidadania no fórum e ficavam livres para votar, deixar o domus (casa) de seus pais, escolher um parceiro para o casamento e, graças à dotação de virilidade de Liber, gerar seus próprios filhos. Ovídio também enfatiza as liberdades e direitos menos formais da Liberália. De seu posterior local de exílio, para onde foi enviado por uma ofensa não identificada contra Augusto relacionada à liberdade de expressão, Ovídio lamentou a companhia perdida de seus colegas poetas, que aparentemente viam a Liberália como uma oportunidade para conversas desinibidas.

## Era imperial
Augusto cortejou com sucesso a plebe, apoiou suas divindades padroeiras e iniciou a restauração do templo da Tríade Aventina; ele foi rededicado por seu sucessor, Tibério. Liber é encontrado em alguns dos grupos triplos e complementares de divindades do culto imperial; uma figura salvadora, como Hércules e o próprio Imperador. O reinado e a dinastia do imperador Septímio Severo foram inaugurados com jogos para honrar Liber/Shadrafa e Hércules/Melqart, os heróis-divindades romanizados fundadores de sua cidade natal, Léptis Magna (Norte da África). Ele construiu para eles um enorme templo e arco em Roma. Mais tarde ainda, Liber Pater é uma das muitas divindades servidas pelo erudito e profundamente religioso senador Vécio Agório Pretexto (c. 315 – 384 d.C.).
Um santuário comunitário báquico dedicado a Liber Pater foi estabelecido em Cosa (na moderna Toscana), provavelmente durante o século IV d.C. Ele permaneceu em uso "aparentemente por décadas após os decretos de Teodósio em 391 e 392 d.C. proibindo o paganismo". Seu abandono, ou talvez sua destruição "por cristãos zelosos", foi tão abrupto que grande parte de sua parafernália de culto sobreviveu virtualmente intacta sob o colapso posterior do edifício. Por volta do final do século V, nos Sete Livros de História Contra os Pagãos de Orósio, a conquista mítica da Índia por Liber Pater é considerada um evento histórico, que deixou uma nação inofensiva e naturalmente pacífica "pingando sangue, cheia de cadáveres, e poluída com as luxúrias [de Liber]".

## Templos e imagens de culto
Plínio, o Velho, descreve o templo da Tríade Aventina como projetado por arquitetos gregos e em estilo tipicamente grego; não há vestígios dele, e o registro histórico e epigráfico oferece apenas detalhes esparsos para sugerir sua localização exata, mas a descrição de Plínio pode ser mais uma evidência das conexões culturais plebeias persistentes e consagradas pelo tempo com a Magna Grécia, até a era imperial. Vitrúvio recomenda que os templos de Liber sigam um modelo grego jônico, como uma "medida justa entre a severidade do dórico e a ternura do coríntio", respeitando as características parcialmente femininas da divindade.

## Na literatura
Deuses chamados Liber e Libera desempenham um papel importante no romance de ficção científica/viagem no tempo, Household Gods, de Harry Turtledove e Judith Tarr.